# (6094) Hisako
(6094) Hisako es un asteroide perteneciente al cinturón de asteroides, región del sistema solar que se encuentra entre las órbitas de Marte y Júpiter, más concretamente a la familia de Eunomia descubierto el 10 de noviembre de 1990 por Tsutomu Hioki y el también astrónomo Shuji Hayakawa desde el Okutama Observatory, Japón.

## Designación y nombre
Designado provisionalmente como 1990 VQ1. Fue nombrado Hisako en homenaje a Hisako Hioki, madre del descubridor y experta costurera.

## Características orbitales
Hisako está situado a una distancia media del Sol de 2,638 ua, pudiendo alejarse hasta 3,012 ua y acercarse hasta 2,264 ua. Su excentricidad es 0,141 y la inclinación orbital 12,12 grados. Emplea 1565,22 días en completar una órbita alrededor del Sol.

## Características físicas
La magnitud absoluta de Hisako es 12,4. Tiene 9,345 km de diámetro y su albedo se estima en 0,222. 